# Bartolomeo Platina

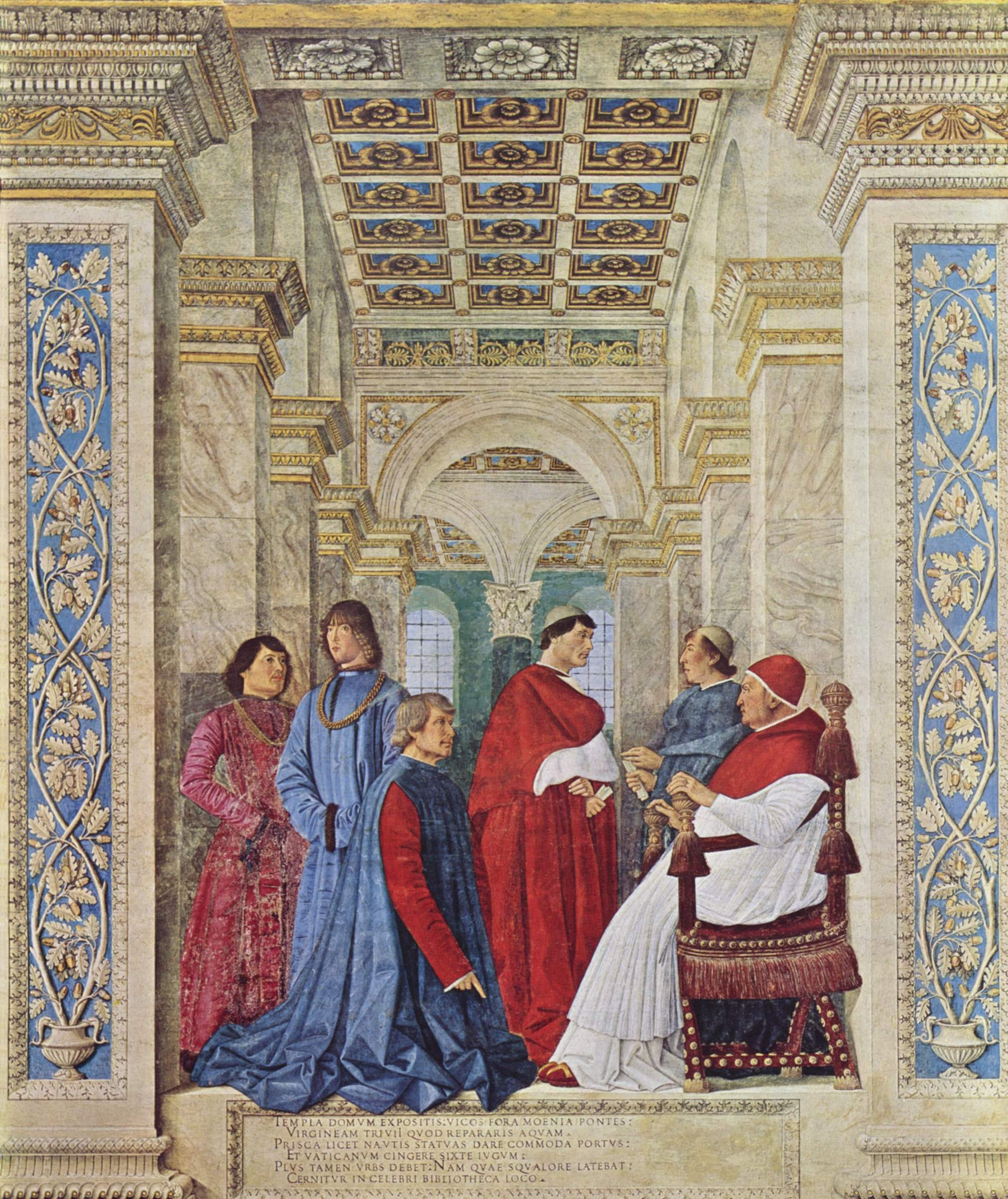
Sixto IV nombra a Platina prefecto de la biblioteca del Vaticano, tabla de Melozzo da Forlì, 1477 (Pinacoteca Vaticana).

Bartolomeo Sacchi, conocido como Bartolomeo Platina (il Platina); (Piadena, 1421-Roma, 21 de septiembre de 1481), fue un humanista, escritor y gastrónomo del renacimiento italiano.
Durante su juventud comenzó la carrera militar, pero cambió rápidamente hacia las humanidades, teniendo como maestro, entre otros, a Vittorino da Feltre.
Comenzó su carrera en 1453 como preceptor de los hijos de Luis III Gonzaga. En 1457 se traslada a Florencia para seguir los cursos de Juan Argyropoulos y traba amistad con los humanistas de la ciudad, siendo preceptor en casa de los Medicis.
No fue solamente un educador, sino uno de los humanistas del renacimiento, estudiando la literatura y las tradiciones populares. Hacia fines de 1461 se aposenta en Roma, al servicio del cardenal Francesco Gonzaga como secretario, trasladándose rápidamente al servicio de los papas Pío II y Paulo II con un éxito moderado: en 1468 es encarcelado y torturado bajo la acusación de complot contra el papa y además de tener ideas paganas. Para vengarse, describirá de manera desfavorable a Paulo II en la biografía que escribirá diez años después.
Absuelto en juicio a principios del año 1469, la fortuna le volvió a sonreír durante el pontificado de Sixto IV, quien le nombró director de la Biblioteca Vaticana en 1478, donde escribió Liber de Vita Christi Pontificum colección de biografías de los papas hasta su tiempo. A la vez, publicó varios libros: De principe, De vera nobilitate y De falso et vero et bono. 

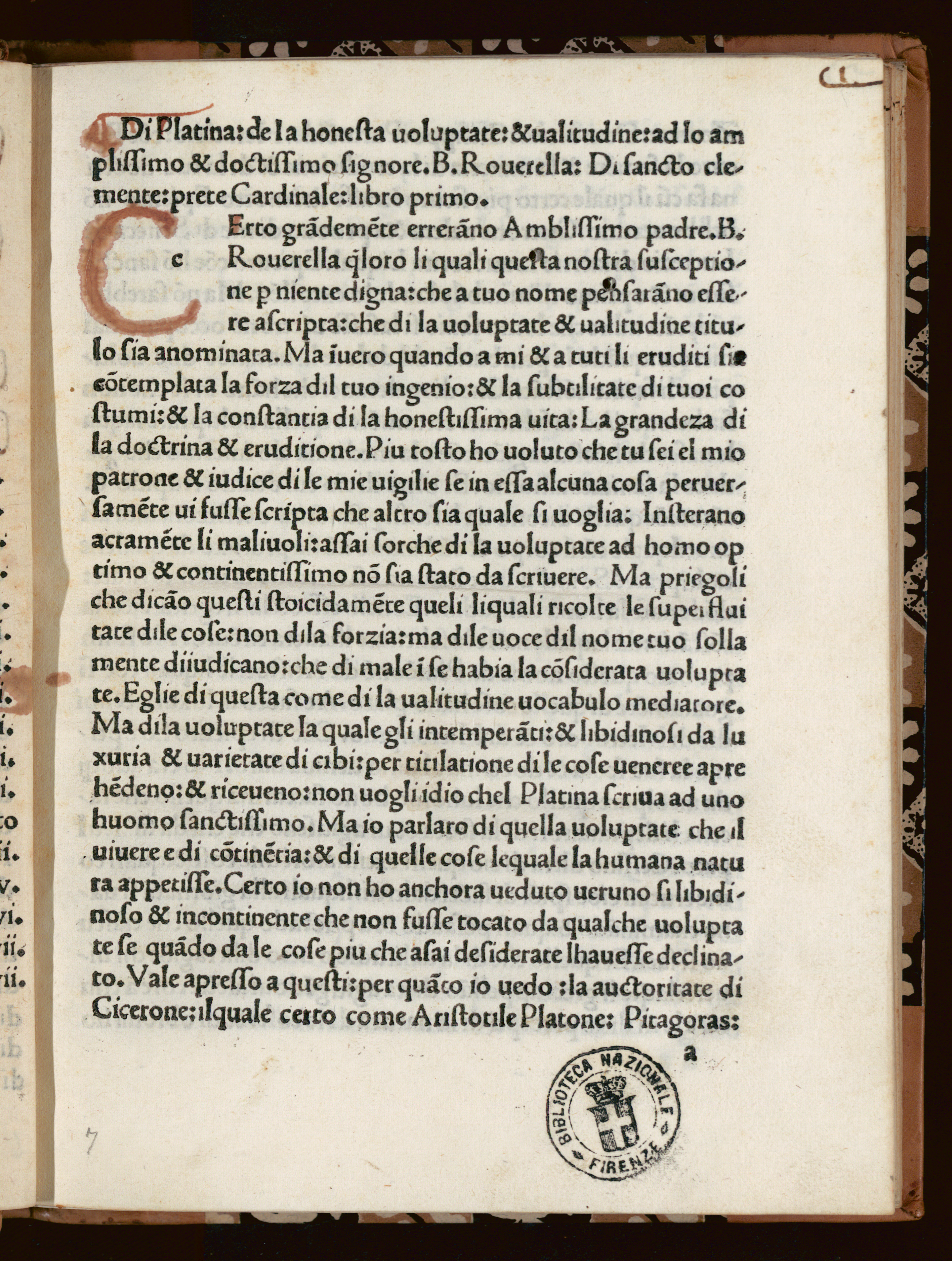
De honesta voluptate et valetudine

Pero su obra principal es De honesta voluptate valetudine que es un breve tratado de cocina. Se imprimió por primera vez en Roma por Han entre 1473 y 1475, de forma anónima sin notas tipográficas y, poco después, en 1475, en Venecia (Platine de honesta voluptate et valetudine, Venetiis: Laurentius de Aquila, 1475), con las indicaciones y notas del autor. La edición más "correcta" y la más antigua, según el italianista Emilio Faccioli, es la publicada en Cividale del Friuli en 1480, primera impresión de Gerardo da Fiandra en Friuli. En este libro, Platino traduce al latín todos las recetas del libro, originalmente escrito en vernáculo por el Maestro Martino, el cocinero italiano más famoso del siglo XV, en donde Platino alaba su inventiva, talento y cultura. La iconoclasia de Martino empuja a Platino a otros análisis tan inéditos como futuristas sobre gastronomía, regímenes alimentarios, el valor de los alimentos e incluso sobre la utilidad de una actividad física regular. Esta edición de 1480 ha sido reproducido en facsímil en 1994 por la Società Friulana Filologica (Sociedad Filológica de Friuli).
Como prefecto de la Biblioteca del Vaticano, en una carta de 1481, poco antes de su muerte, recomienda al escultor Andrea Bregno a Lorenzo de Médici para que pudiera transportar hasta Siena, cruzando el territorio de Florencia, bloques de mármol para la capilla, como le había ordenado el cardenal de Siena. De hecho, entre 1481 y 1485, trabajó Bregno en la Capilla Piccolomini en el altar mayor en honor a Enea Silvio Piccolomini (Pío II), donde firmó «Opus Andreae Mediolanensis MCCCCLXXXV» en nombre del cardenal Francesco Todeschini Piccolomini, a continuación elegido papa con el nombre de Pío III.

## Obras
- Contra amores, 1471.
- De honesta voluptate et valetudine (Del placer honorable y de la salud, hacia 1465, impreso en 1474)
- Vitæ Pontificum (Vidas de los Papas, 1479)
- Historia inclita urbis Mantuæ et serenissimæ familiæ Gonzagæ (Historia ilustre de la ciudad de Mantua y de la serenísima familia Gonzaga)

- Datos: Q455140
- Multimedia: Bartolomeo Platina / Q455140